# Sankt Niklas war ein Seemann
Sankt Niklas war ein Seemann ist ein von Georg Buschor getextetes deutschsprachiges Weihnachtslied, das vom österreichischen Sänger Freddy Quinn komponiert und 1972 veröffentlicht wurde.

## Entstehung
Freddy Quinn ist der Komponist des Liedes und der Text stammt von Georg Buschor. Bei der Gesellschaft für musikalische Aufführungs- und mechanische Vervielfältigungsrechte ist als Originalverlag die Esperanza Mv Frank Oldenburg e.K. eingetragen. Das Lied trägt die GEMA-Werk.-Nummer 736257-001 und ist laut diesem Eintrag auch unter den Titeln Schutzpatron der Seeleute, Sankt Niklas, Schutzpatron der Seeleute und Ich hab’ ein Schiff gesehen bekannt. Unter den GEMA-Werk.-Nummern 736257-002, 736257-003, 736257-004, 736257-005 und 736257-006 ist Wolfgang Rödelberger als Bearbeiter eingetragen. Der Liedtitel der GEMA-Werk.-Nummern 736257-003 und 736257-005 lautet Reverend Nicholas (Spezialtextdichter: Hayes Carter) und der Liedtitel der GEMA-Werk.-Nummern 736257-004 und 736257-006 lautet Sankt Niklas wuer een Seemann (Spezialtextdichter: Adi Albershardt). Unter den GEMA-Werk.-Nummern 736257-007, 736257-010 und 736257-011 ist Adolf Frey-Völlen als Bearbeiter eingetragen, bei der Nummer 736257-008 Heinz-Konrad Fenn, bei der Nummer 736257-009 Hermann Kahlenbach und bei der Nummer 736257-012: Heinz Schultze. Unter der GEMA-Werk.-Nummer 736257-014 ist das Lied unter dem Titel eingetragen St.Niklas war ein Seemann; hier ist als Originalverlag Sunshine Records angegeben.

## Liedtext
Das Lyrische Ich singt, dass es ein Schiff mit Segel aus Silber und einem Schiffsmast aus Gold gesehen habe. Auf dem Schiff haben „vielhundert Kerzen“ gebrannt, so habe er gewusst, dass er „Weihnacht zu Hause feiern kann“. „Sankt Niklas war ein Seemann, er liebte Wind und Meer. Und alle Jahr zur Winterzeit fährt er millionen Meilen weit.“ Sankt Niklas habe ihr „Boot geschützt vor Klippen, Sturm und Feuersnot und jeglicher Gefahr“.

## Schallplattenhülle
Auf der Schallplattenhülle der Single ist der Kopf von Freddy Quinn zu sehen, von seinem beigen Sakko ist nur der äußerst oberste Teil des Kragens zu sehen; darunter trägt er einen schwarzen Pullover. In oranger Schrift ist „Sankt Niklas war ein Seemann“ zu lesen, darunter mit kleinerer Schriftgröße mit cremefarbenen Buchstaben „Morgen, Kinder, wird’s was geben“. Der Name „Freddy“ ist darunter in gelben Buchstaben geschrieben.

## Veröffentlichung
1972 veröffentlichte Freddy Quinn das Lied als Single. Auf der B-Seite befand sich das Weihnachtslied Morgen, Kinder, wird’s was geben, das im 18. Jahrhundert entstanden war. Die Single wurde im Musiklabel Polydor unter der Katalognummer 2041 361 veröffentlicht. Die Musik wurde vom Orchester Wolfgang Rödelberger gespielt. Die Veröffentlichung geschah unter der Rechtegesellschaft Gesellschaft für musikalische Aufführungs- und mechanische Vervielfältigungsrechte. Als einmalige Sonderauflage veröffentlichten Freddy Quinn und Dave Dudley 1983 das Lied als Single. Auf der A-Seite befand sich Quinns Originalversion, auf der B-Seite die englische Übersetzung mit dem Titel Reverend Nicholas. Diese Single erschien im Musiklabel Esperanza unter der Katalognummer 815 752-7.
Sankt Niklas war ein Seemann war im selben Jahr auf Freddy Quinns Weihnachtsalbum Weihnachten mit Freddy. Unter der Polydor-Katalognummer 3150 288 erschien das Album auf Kompaktkassette. Als Plattenfirma fungierte die Deutsche Grammophon Gesellschaft, als Produzent des Albums fungierte Gerhard Mendelson, das Orchester Wolfgang Rödelberger war auch beim Album beteiligt. Unter der Katalognummer 2371 311 erschien das Album auf Schallplatte, wobei der Druck durch die Gerhard Kaiser GmbH erfolgte. Die Veröffentlichungen in Deutschland geschah unter der Rechtegesellschaft Gesellschaft für musikalische Aufführungs- und mechanische Vervielfältigungsrechte. Die Veröffentlichung in Österreich geschah unter der Rechtegesellschaft Austro Mechana, der Acetatlackschnitt erfolgte durch die Phonodisc GesmbH. 1973 erschien dieses Album unter dem Titel Natal Com Freddy in Brasilien.
Im Jahr 1991 erschien das Lied auf dem Weihnachtsalbum Freddy Quinn ’91 – Die schönsten Weihnachtslieder, das im Musiklabel Pilz unter der Katalognummer 44 1047-2 auf Compact Disc erschien. 1994 wurde das Weihnachtsalbum Sankt Niklas war ein Seemann im Musiklabel LaserLight Digital unter der Katalognummer 12 391 veröffentlicht, auf dem das Lied vorhanden war. Mehrere Lieder sang Freddy Quinn mit den Hamburger Alsterspatzen, den Hamburger Meistersingern und ein Lied mit dem Bergedorfer Kammerchor. Als Plattenfirma fungierte die Delta Music GmbH. 1996 war das Lied auf dem Weihnachtsalbum Singt die Schönsten Weihnachtslieder, das im Musiklabel Koch Präsent Gold unter der Katalognummer 399 868 B4 auf Compact Disc erschien. Die Veröffentlichung geschah unter der Rechtegesellschaft Austro Mechana. Unter dem Titel Die Schönsten Weihnachtslieder erschien das Album im selben Label unter der Katalognummer 299 868 AF auf Kompaktkassette. Diese Veröffentlichung war für die Werner Triepke Music GmbH lizenziert.
Auf einigen Kompilationsalben Freddy Quinns wurde das Lied erneut veröffentlicht, erstmals auf dem Album Die Schönsten Weihnachtslieder, das 1992 im Musiklabel Success unter der Katalognummer 22566MC. Quinn veröffentlichte dieses Album im Duett mit Jonny Hill. Als Plattenfirma fungierten ELAP Music Ltd. und Pickwick Group Limited, das phonographische Copyright lag bei ELAP Music Ltd. und das Copyright bei Esperanza. Das Album war für ELAP Music Ltd. lizenziert und die Veröffentlichung geschah durch Copyright Control, Chelsea Music Publishing Co. Ltd. und Warner Chappell Music Ltd. 1994 erschien das Kompilationsalbum Weihnachten mit Freddy Quinn im Musiklabel WZ Tonträger Vertriebs GmbH unter der Katalognummer WZ 99011. Als Doppelalbum auf Compact Disc erschien 1996 das Album Schön war die Zeit im Musiklabel Polystar unter der Katalognummer 033 787 3. 2001 erschienen im Musiklabel Shop24Direct die Alben Wie wir ihn lieben – Folge 1 (Katalognummer: 109 316-2) und Wie wir ihn lieben – Folge 2 (Katalognummer: 109 321-2). Beide Alben waren Vierfachalben und auf beiden war Sankt Niklas war ein Seemann vorhanden. 2006 erschien das Album Meine Weihnacht im Musiklabel Ariola Express unter der Katalognummer 88698 09367 2. Im Musiklabel Telamo war das Lied Teil der Alben Die Gold-Edition (2015, Katalognummer: 405380420226) und Die große Dankeschön-Edition (2021, Katalognummer: 405380420909)

## Coverversionen (Auswahl)
Folgende Coverversionen sind bekannt:
- Finkwarder Speeldeel (Sankt Niklas wüer een Seemann, Niederdeutsch, 1979)
- Dave Dudley (Reverend Nicholas, Englisch, 1982)
- Roland Neudert (1986)
- Hafennacht (2015)
- Géraldine Olivier & Michael Heck (2017)[25]